# Reinhard Spehr
Reinhard Spehr (* 18. September 1938 in Lossow bei Landsberg an der Warthe, heute Włostów, Gemeinde Bogdaniec) ist ein deutscher Prähistoriker, der sich besonders auf die Slawenforschung in Sachsen spezialisiert hat.

## Leben
Reinhard Spehr studierte Prähistorische Archäologie an der Universität Jena. Von 1962 bis 2003 war er als wissenschaftlicher Mitarbeiter und Referent für das Landesmuseum für Vorgeschichte bzw. das Sächsische Landesamt für Archäologie mit Landesmuseum für Vorgeschichte in Dresden tätig.

## Veröffentlichungen (Auswahl)
- Archäologische Topographie der Steinsburg bei Römhild (= Kleine Schriften des Landesmuseums für Vorgeschichte Dresden 1), Dresden, 1980.
- Osterland – eine Sensation der sächsischen Burgenarchäologie, in: Burgenforschung aus Sachsen 2 (1993), S. 28–35.
- Der Brakteatenschatz von Schmochtitz. Eine Untersuchung zur historischen Bedeutung des Brakteatenschatzes, Schmochtitz, 1999.
- mit Herbert Boswank: Dresden. Stadtgründung im Dunkel der Geschichte. Verlag D. J. M., o. O. [Dresden] 2000, ISBN 3-9803091-1-8.
- Die Wüstung Warnsdorf im Tharandter Wald in: Mitteilungen des Freiberger Altertumsvereines (MFA), Heft 91 (2002), S. 5–62.
- Die markgräflichen Jagdschlösser Osterland bei Oschatz und Grillenburg bei Freiberg, Vortrag beim Freiberger Altertumsverein e. V., im Stadt- und Bergbaumuseum Freiberg, am 17. Januar 2002.
- Exkursionsführer Großenhain 9. Mai 2004; [Gävernitz, Leckwitz …], [Dresden], Landesverein Sächsischer Heimatschutz, 2004.
- Das wüste Schloß Osterlant, Oschatz, Verlag Werbe- und Phila-Service Schmidt, 2005.
- mit Hans-Peter Hock: Archäologie im Dresdner Schloss. Die Ausgrabungen 1982 bis 1990, Dresden, Landesamt für Archäologie mit Landesmuseum für Vorgeschichte, 2006.
- Führer zur archäologischen Exkursion am 7. Mai 2006 in den Raum Leisnig, Dresden, Landesverein Sächsischer Heimatschutz, 2006.
- mit Heinrich Magirius und Norbert Oelsner: Grillenburg, Landesamt für Denkmalpflege Sachsen, Arbeitsheft 10, Dresden 2006, ISBN 978-3-937602-85-1.
- mit Cornelius Trebbin: Die Burggrafschaft Dohna. Beziehungen zwischen Dresden, Dohna und Maxen, Die sächsischen Salzstraßen, 2., verb. Aufl., Maxen, Förderkreis Heinrich-Barth-Gesellschaft, 2011.
- Gana, Paltzschen, Zehren. Eine archäologisch-historische Wanderung durch das Lommatzscher Land, Dresden, Verlag D.J.M., 2011.
- Rätsel um Schloß Osterlant. Ein archäologisches Bilderbuch, Dresden, Verlag D.J.M., 2012.
- Waffen, Werkzeuge und Geräte der Latènezeit und des Mittelalters vom Kleinen Gleichberg, Weimar 2021.
- Daneben eine Vielzahl von wissenschaftlichen Aufsätzen und Beiträgen über archäologische und prähistorische Themen im Freistaat Sachsen und im Raum Dresden.